# Devi Lal

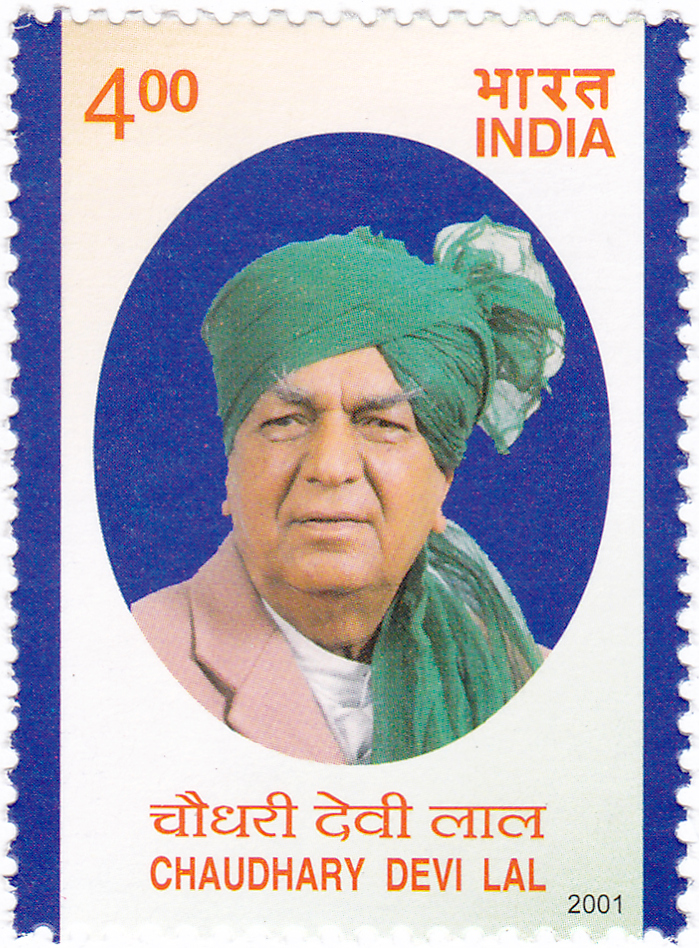
Devi Lal (Briefmarke der Indischen Post aus dem Jahr 2001)

Chaudhary Devi Lal (Hindi देवी लाल; * 25. September 1914 in Chautala, Distrikt Sirsa, Punjab, Britisch-Indien; † 6. April 2001 in Neu-Delhi) war ein indischer Politiker des Indischen Nationalkongresses (INC), der Janata Party, der Janata Dal (JD), der Samajwadi Janata Party (Rashtriya) (SJP (R)) sowie der Indian National Lok Dal (INLD), der sowohl Mitglied der Lok Sabha, des Unterhauses des indischen Parlaments, als auch Mitglied der Rajya Sabha, des Oberhauses des Parlaments, war. Er war zwei Mal Chief Minister von Haryana sowie mehrmals Minister in Unionsregierungen.

## Leben

### Erste Amtszeit als Chief Minister von Haryana und Lok Sabha-Mitglied
Chaudhary Devi Lal, Sohn von Chaudhary Lekh Ram, verließ die Schule ohne Abschluss und engagiere sich bereits als 15-Jähriger ab 1929 in der Unabhängigkeitsbewegung gegen die Herrschaft des Vereinigten Königreichs in Britisch-Indien. Nach der Unabhängigkeit Indiens am 15. August 1947 begann sein politisches Engagement im Bundesstaates Punjab. Er engagierte sich für die Bauern sowie Landwirte des Bundesstaates und erhielt den Beinamen „Tau“, der respektvoll gegenüber Onkeln verwendet wird. Dort wurde er 1952 für den Indischen Nationalkongress (INC) erstmals zum Mitglied der Legislativversammlung (Legislative Assembly) gewählt und gehörte dieser bis 1957 an. 1956 war er Parlamentarischer Chefsekretär des Liste der Chief Minister von Punjab Pratap Singh Kairon sowie 1958 Präsident des INC im Bundesstaat Punjab. 1958 wurde er abermals Mitglied der Legislativversammlung von Punjab und gehörte dieser nach seiner Wiederwahl 1962 bis 1967 an. In dieser Zeit wurde er 1963 Leader of the Opposition und damit Oppositionsführer in der Punjab Legislative Assembly. Danach fungierte er zwischen 1968 und 1971 als Vorsitzender des Khadi-Ausschusses, der sich für die Förderung der handgesponnenen Produkte aus Baumwolle befasst.
Nachdem Devi Lal 1971 aus dem INC ausgetreten war, wurde er 1974 als Parteiloser Mitglied der Legislativversammlung des Bundesstaates Haryana, der am 1. November 1966 aus Teilen von Punjab neu entstanden war. Während des Ausnahmezustandes in Indien von 1975 bis 1977 wurde er festgenommen, so dass er sein Mandat in der Haryana Legislative Assembly erst von 1977 bis 1980 wieder wahrnehmen konnte. 1977 trat er als Mitglied der Janata Party (JP) bei. Als Nachfolger von Banarsi Das Gupta übernahm er am 21. Mai 1977 erstmals den Posten als Chief Minister von Haryana und bekleidete diesen bis zum 27. Juni 1979, woraufhin Bhajan Lal seine Nachfolge antrat. Bei der Parlamentswahl 1980 wurde er im Wahlkreis 4-Sonepat in Haryana in die Lok Sabha, das Unterhaus des indischen Parlaments gewählt.

### Zweite Amtszeit als Chief Minister, Unionsminister und Rajya Sabha-Mitglied

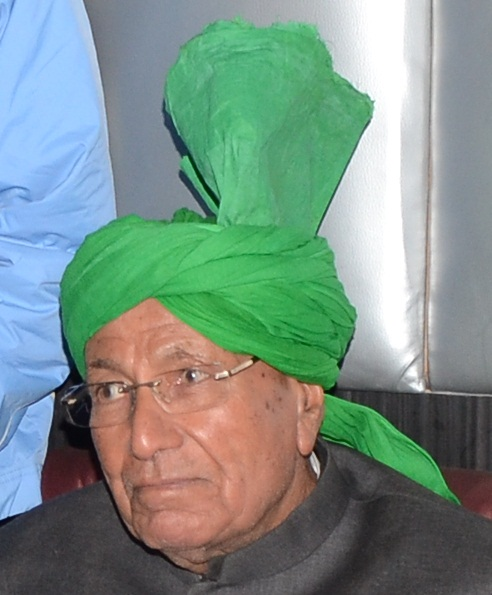
Devi Lals Sohn Om Prakash Chautala wurde 1989 Nachfolger als Chief Minister von Haryana.

1982 legte Devi Lal sein Mandat in der Lok Sabha nieder, nachdem er wieder zum Mitglied der Legislativversammlung von Haryana gewählt worden war. Dieser gehörte er nach seinen Wiederwahlen 1985 und 1987 bis 1989 an. Als Nachfolger von Bansi Lal sowie nach einer knapp einmonatigen Präsidialregierung (President’s rule) wurde er am 17. Juli 1987 zum zweiten Mal Chief Minister von Haryana und bekleidete dieses Amt bis zum 1. Dezember 1989, wonach sein Sohn Om Prakash Chautala am 2. Dezember 1989 seine Nachfolge antrat.
Er selbst war kurz zuvor für die Janata Dal bei der Parlamentswahl 1989 abermals zum Mitglied der Lok Sabha gewählt und vertrat in der neunten Legislaturperiode bis zur Parlamentswahl 1991 den in Rajasthan gelegenen Wahlkreis Sikar. Nach der Wahl 1989 war er als Kandidat für den Posten des Premierministers von Indien im Gespräch, als nach der Niederlage von Premierminister Rajiv Gandhi bei den Parlamentswahlen eine Koalition von Sozialisten und linken Gruppen (Janata Dal, Telugu Desam Party (TDP), Indian Congress (Socialist) – Sarat Chandra Sinha (ICS(SCS)), Asom Gana Parishad (AGP) sowie Dravida Munnetra Kazhagam (DMK)) an die Macht kam. In diesem Kabinett V. P. Singh bekleidete er zwischen dem 13. Dezember 1989 und dem 1. August 1990 die Ämter als Vize-Premierminister und Landwirtschaftsminister. Im August 1990 kamen die internen Rivalitäten in der Janata Dal offen zum Ausbruch. Devi Lal, der stellvertretender Premierminister im Kabinett war, erklärte seinen Rücktritt und attackierte Singh als „rückgratlos“. Dahinter verbarg sich auch die Verärgerung Lals, dass sein ältester Sohn Om Prakash Chautala aufgrund politischer Verfehlungen und auf Druck von V. P. Singh vom Amt des Chief Ministers von Haryana hatte zurücktreten müssen. Nach dem Rücktritt Lals begann dieser Massendemonstrationen unter seiner bäuerlichen Anhängerschaft zu organisieren. Am 5. Oktober forderten 29 JD-Abgeordnete aus der Anhängerschaft von Chandra Shekhar und Devi Lal den Ministerpräsidenten zum Rücktritt auf. Es kam zu einer Spaltung der Janata Dal und der abgespaltene Teil von 54 Abgeordneten unter Chandra Shekhar und Devi Lal benannte sich Janata Dal (Socialist) (JD(Soc)). Am 7. November 1990 kam es zu einem Vertrauensvotum in der Lok Sabha, das die Regierung Singh mit 346 gegen 142 Stimmen verlor. Gegen die Regierung stimmten die JD(Soc), BJP und Rajiv Gandhis Kongresspartei. Am 10. November trat Singh zurück und Chandra Shekhar wurde als neuer Ministerpräsident vereidigt.
Im darauf folgenden Kabinett Chandra Shekhar fungierte er vom 10. November 1990 bis zum 21. Juni 1991 weiterhin als Vize-Premierminister und Landwirtschaftsminister sowie zusätzlich als Tourismusminister. 1990 trat er aus der Janata Dal aus und schloss sich der Samajwadi Janata Party (Rashtriya) (SJP (R)) als Mitglied an.
1996 gründete Chaudhary Devi Lal die Haryana Lok Dal (HLD), die 1998 in Indian National Lok Dal (INLD) umbenannt wurde und deren Vorsitzender sein Sohn Om Prakash Chautala wurde. Am 2. August 1998 wurde er schließlich für die INLD zum Mitglied der Rajya Sabha gewählt, des Oberhauses des Parlaments. In dieser vertrat er bis zu seinem Tode am 6. April 2001 den Bundesstaat Haryana. 
Aus seiner bereits 1926 arrangierten Ehe mit Harki Devi gingen vier Söhne und eine Tochter hervor, darunter Om Prakash Chautala, der ebenfalls Mitglied der Rajya Sabha sowie vier Mal Chief Minister von Haryana war. Ihm zu Ehren wurde das Devi Lal Stadion in Gurugram, in dem der Fußballverein Amity United FC spielt.